# Блейн (Миннесота)
Блейн (англ. Blaine) — город в округах Анока и Рамси, штат Миннесота, США. По данным переписи за 2010 год число жителей города составляло 57 186 человек.

## Географическое положение
По данным Бюро переписи населения США город имеет общую площадь в 88,19 км² (87,67 км² — суша, 0,52 км² — вода).

## История

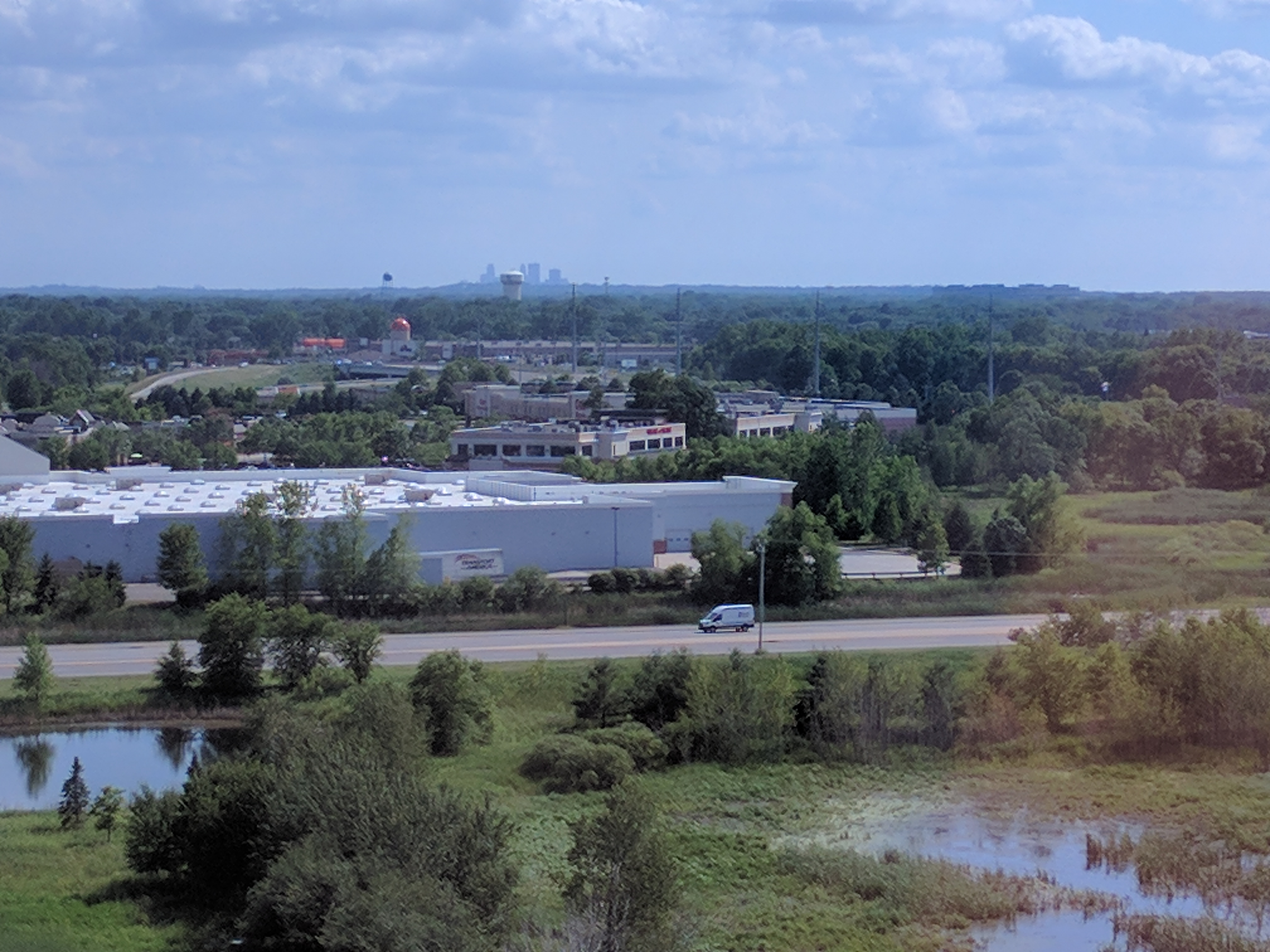
Вид на Миннеаполис из Блейна

Первым поселенцем на территории Блейна был ирландец Филипп Лэдди. Он обосновался на берегу озера, которое теперь носит его название, в 1862 году. До 1877 года Блейн был частью города Анока. Затем он отделился в качестве тауншипа. Он был назван в честь Джеймса Блейна, сенатора и кандидата в президенты.
Другие общины в округе Анока быстро развивались за счёт сельского хозяйства, однако в Блейне была преимущественно песчаная почва, не подходящая для земледелия. Территория тауншипа была в основном приспособлена для охоты. Развитие Блейна оставалось медленным вплоть до Второй мировой войны, когда начала расти агломерация вокруг столицы штата.

## Население
| Год переписи | Нас.  |  | %±     |
| ------------ | ----- |  | ------ |
| 1960         | 7570  |  | —      |
| 1970         | 20573 |  | 171,8% |
| 1980         | 28558 |  | 38,8%  |
| 1990         | 38975 |  | 36,5%  |
| 2000         | 44942 |  | 15,3%  |
| 2010         | 57186 |  | 27,2%  |
| 2016         | 62892 |  | 10%    |

По данным переписи 2010 года население Блейна составляло 57 186 человек (из них 49,1 % мужчин и 50,9 % женщин), в городе было 21 077 домашних хозяйств и 15 423 семьи. На территории города была расположена 21 921 постройка со средней плотностью 248,6 построек на один квадратный километр суши. Расовый состав: белые — 84,0 %, афроамериканцы — 3,7 %, азиаты — 7,8 %, коренные американцы — 0,5 %.
Население города по возрастному диапазону по данным переписи 2010 года распределилось следующим образом: 26,5 % — жители младше 18 лет, 3,1 % — между 18 и 21 годами, 61,9 % — от 21 до 65 лет и 8,5 % — в возрасте 65 лет и старше. Средний возраст населения — 35,6 лет. На каждые 100 женщин в Блейне приходилось 96,3 мужчин, при этом на 100 совершеннолетних женщин приходилось уже 94,5 мужчин сопоставимого возраста.
Из 21 077 домашнего хозяйства 73,2 % представляли собой семьи: 57,8 % совместно проживающих супружеских пар (26,9 % с детьми младше 18 лет); 10,8 % — женщины, проживающие без мужей и 4,6 % — мужчины, проживающие без жён. 26,8 % не имели семьи. В среднем домашнее хозяйство ведут 2,71 человека, а средний размер семьи — 3,14 человека. В одиночестве проживали 20,7 % населения, 5,7 % составляли одинокие пожилые люди (старше 65 лет).

## Экономика
В 2016 году из 46 777 человек старше 16 лет имели работу 33 819. При этом мужчины имели медианный доход в 59 816 долларов США в год против 49 040 долларов среднегодового дохода у женщин. В 2014 году медианный доход на семью оценивался в 90 700 $, на домашнее хозяйство — в 79 915 $. Доход на душу населения — 35 666 $ в год.